# Gyldendal og Politikens Danmarkshistorie
Gyldendal og Politikens Danmarkshistorie er et historisk fremstillingsværk i 16 bind, redigeret af Olaf Olsen. Førsteudgaven udkom på Gyldendals Bogklub og Politikens Forlag (København) i perioden 1988 – 1991. Hvert bind er forfattet af en specialist i den behandlede periode, men selv om den omfattende og brede fremstilling af Danmarkshistorien er forskningsbaseret, er de enkelte bidrag i fortællende stil uden henvisende noter. I bind 16 er der et omfattende stikordsregister.
I 2002 - 2005 udkom værket i en ny udgave i 17. bind. Denne udgave er tilgængelig på internettet.

## De enkelte bind
- Bind 1. I begyndelsen. Til år 200 fvt. Forfattet af Jørgen Jensen. Udgivet i 1988
- Bind 2. Danernes land. 200 fvt. til 700. Forfattet af Lotte Hedeager. Udgivet i 1988
- Bind 3. Da Danmark blev Danmark. 700-1050. Forfattet af Peter Sawyer. Udgivet i 1988
- Bind 4. Kirker rejses alle vegne. 1050-1250. Forfattet af Ole Fenger. Udgivet i 1988
- Bind 5. Velstands krise og tusind baghold. 1250-1400. Forfattet af Kai Hørby. Udgivet i 1989
- Bind 6. De fire stænder. 1400-1500. Forfattet af Troels Dahlerup. Udgivet i 1989
- Bind 7. På guds og herskabs nåde. 1500-1600. Forfattet af Alex Wittendorff. Udgivet i 1989
- Bind 8. Ved afgrundens rand. 1600-1700. Forfattet af Benito Scocozza. Udgivet i 1990
- Bind 9. Den lange fred. 1700-1800. Forfattet af Ole Feldbæk. Udgivet i 1990
- Bind 10. Fra reaktion til grundlov. 1800-1850. Forfattet af Claus Bjørn. Udgivet i 1990
- Bind 11. Det folkelige gennembrud og dets mænd. 1850-1900. Forfattet af Kristian Hvidt. Udgivet i 1990
- Bind 12. Klassesamfundet organiseres. 1900-1925. Forfattet af Niels Finn Christiansen. Udgivet i 1991
- Bind 13. Krise og krig. 1925-1950. Forfattet af Tage Kaarsted. Udgivet i 1991
- Bind 14. Landet blev by. 1950-1970. Forfattet af Henrik S. Nissen. Udgivet i 1991
- Bind 15. Danmark og verden. 1970-1990. Forfattet af Ole Karup Pedersen. Udgivet i 1991
- Bind 16. Danmark i tal. Register. Forfattet af Hans Christian Johansen. Udgivet i 1991
- Forlag: Gyldendals Bogklub. Politikens Forlag København 1988 – 1991 (førsteudgave), ISBN 8789068009;

ISBN 978-8789068008

## Anmeldelser
De enkelte bind af værket er anmeldt i Historisk Tidsskrift af en række fremtrædende historieforskere, blandt andre Lorenz Rerup, Mikael Venge, Steffen Heiberg og Henrik Becker-Christensen.

## Internet links
- Historisk Tidsskrift, Bind 16. række, 1 (1992) – 1
- Historisk Tidsskrift Bind 92 Hæfte 1 Arkiveret 12. april 2015 hos  Wayback Machine
- Historisk Tidsskrift Bind 94 Hæfte 1 Arkiveret 12. april 2015 hos  Wayback Machine
- Lydbøgerne af Gyldendal og Politikens Danmarkshistorie på nota.dk